# Malaltia de canvis mínims
La malaltia de canvis mínims (també coneguda com a MCM, glomerulopatia de canvis mínims) és una malaltia que afecta els ronyons i que causa una síndrome nefròtica. La síndrome nefròtica condueix a la pèrdua de proteïna a l'orina en quantitats importants, la qual cosa provoca l'edema generalitzat (inflor del teixits tous) i una deteriorament de la funció renal que experimenten habitualment els afectats per la malaltia. És més freqüent en nens i té una incidència màxima als 2 als 6 anys. La MCM és responsable del 10-25% dels casos de síndrome nefròtica en adults. També és la causa més freqüent de síndrome nefròtica de causa poc clara (idiopàtica) en els nens.